# Giải Lilienfeld
Giải Lilienfeld là một giải thưởng của Hội Vật lý Hoa Kỳ, được thành lập từ năm 1988 để thưởng cho những đóng góp xuất sắc trong Vật lý học. Giải được đặt theo tên nhà vật lý Julius Edgar Lilienfeld và được trao hàng năm, bắt đầu từ năm 1989.

## Các người đoạt giải
- 2015:   David Awschalom
- 2014:   Edward Ott
- 2013:   Margaret Geller
- 2012:   Gordon Kane
- 2011:   Gerald Gabrielse
- 2010: 	David Campbell & Shlomo Havlin
- 2009: 	Ramamurti Shankar
- 2008: 	H. Eugene Stanley
- 2007: 	Lisa Randall
- 2006: 	Mikhail Shifman
- 2005: 	Robert Hamilton Austin
- 2004: 	H. Jeff Kimble
- 2003: 	Frank A. Wilczek
- 2002: 	Không trao giải
- 2001: 	Lawrence M. Krauss
- 2000: 	Robert J. Birgeneau
- 1999: 	Stephen William Hawking
- 1998: 	Douglas James Scalapino
- 1997: 	Michael S. Turner
- 1996: 	Kip Stephen Thorne
- 1995: 	Valentine A. Telegdi
- 1994: 	Marvin L. Cohen
- 1993: 	David N. Schramm
- 1992: 	Alan H. Guth & Claude Cohen-Tannoudji
- 1991: 	Daniel Kleppner
- 1990: 	Michael V. Berry
- 1989: 	N. David Mermin